# Rave (singolo)
Rave è un singolo del DJ statunitense Steve Aoki, del gruppo musicale olandese Showtek e del DJ statunitense Makj, pubblicato il 28 giugno 2019 come quarto estratto dal sesto album in studio di Aoki Neon Future IV.

## Descrizione
Si tratta della prima collaborazione realizzata insieme tra i tre DJ, dopo che Aoki e Makj avevano pubblicato il singolo Shakalaka e gli Showtek avevano realizzato una versione ridotta di Go di Makj nel 2014. Musicalmente, il brano si caratterizza per i classici elementi del rave party, tra cui i riff ripetuti di sintetizzatore e il drop pesante ma al contempo melodico.

## Tracce
Download digitale
1. Rave (ft. Kriss Kiss) – 3:25

Download digitale – Beatport
1. Rave (ft. Kriss Kiss) (Extended Mix) – 5:21